# Cerastium oreades
Cerastium oreades är en nejlikväxtart som beskrevs av Boris Konstantinovich Schischkin. Cerastium oreades ingår i släktet arvar, och familjen nejlikväxter. Inga underarter finns listade i Catalogue of Life.